# Xavier Blum Pinto
Xavier Blum Pinto (n. Guayaquil, 1957) es un artista ecuatoriano. De 1974 a 1976 estudió arquitectura en la Universidad Católica de Santiago de Guayaquil, en Ecuador. En 1981, obtuvo su maestría en Bellas Artes por la Universidad de París VIII, Francia.
En 1996 participó en la Bienal de São Paulo.

## Exhibiciones individuales
- 2006 "Memoria Palafitica", MAAC (Museo Antropológico y de Arte Contemporáneo), Guayaquil.
- 2005 "Memoria Palafitica", Galería – Café "Dada", Guayaquil
- 2005 "Ciudad Devuelta", Galería "El Conteiner", (Quito – Ecuador)
- 2004 "Ciudad Devuelta", Galería Mirador, Universidad Católica Santiago de Guayaquil
- 2000 Café Galería Casa Azul  (Salinas - Ecuador)
- 1997 Galería La Manzana Verde (Guayaquil)
- 1997 Galería X. Blum  (Ballenita - Ecuador)
- 1996 Galería and Cultural Centro, Ballenita, Ecuador.
- 1995 Salinas Yacht Club, Salt mines, Ecuador;
- 1995 Pacific National Bank, Miami, United States.
- 1994 Escuela de Comunicación Mónica Herrera, Guayaquil, Ecuador.
- 1993 Galería X. Blum, Guayaquil, Ecuador.
- 1992 Colegio de Arquitectos del Guayas, Guayaquil, Ecuador;
- 1992 Stage area Performance Gallery, Miami, United States.
- 1991 Galería ART-You, Quito, Ecuador.
- 1990 Sociedad Femenina de Cultura, Guayaquil, Ecuador.
- 1989 Mayan Inca, Paris, France;
- 1989 Galería, Guayaquil, Ecuador;
- 1989 Casa de la Cultura, Quito, Ecuador.
- 1988 Museo de Arte del Banco Central, Guayaquil, Ecuador;
- 1988 Galería and Cultural Centro, Ballenita, Ecuador;
- 1988 Commercial center the Display cabinets, Guayaquil, Ecuador.
- 1987 The Store, Galerģa de Arte, River basin, Ecuador;
- 1987 Galería and Cultural Centro X. Blum, Guayaquil, Ecuador;
- 1987 Facultad de Arquitectura de la Universidad Católica Santiago de Guayaquil, Ecuador;
- 1987 Casa de la Cultura, Núcleo del Guayas, Guayaquil, Ecuador.
- 1986 Blanca Even Guarderas of Fasinarm, Guayaquil, Ecuador.
- 1985 Artefactoría, Galería Factory, Guayaquil, Ecuador.
- 1984 The Oca, Galerģa Cafė, Guayaquil, Ecuador.
- 1983 Gallery do Theatre in Herbe, Paris, France; The Engreģdo Vegetable, Bot˛nico Garden, Guayaquil, Ecuador.
- 1981 Museo Municipal de Guayaquil, Ecuador.

## Exposiciones grupales
- 2007 Moradas Interiores, MAAC, (Museo Antropológico y de Arte Contemporáneo), Guayaquil
- 2904 30 Ideas, Museo Meguro (Tokio – Japón)
- 2004 8.ª Bienal Internacional de Cuenca, Ecuador
- 2002 Piqueo Haptico, Arte no Visual (Antiguo Mercado Sur) Guayaquil
- 2001 10 Años Después, Universidad Católica (Guayaquil)
- 2001 Ayampe 2001, Arte y Ecología. Performance (Playas de Ayampe – Ecuador)
- 2000 Ayampe 2000, Arte y Ecología. Performance (Playas de Ayampe – Ecuador)
- 2000 COLOR DELFIN, XACL Valla pública y acción interactiva en la red. (Guayaquil)
- 1999 Banderita tricolor (Galería Madeleine Hollaender - Guayaquil)
- 1999 Esculturas Efímeras, en playas ecuatorianas. XACL
- 1998 Esculturas Luz. XACL (Escuela de Comunicación Mónica Herrera - Guayaquil)
- 1998 Único en su género. Libros de artistas del Ecuador  (Philadelphia - EE. UU.)
- 1998 Formación de XACL, dupla creativa con Claudia Maldonado
- 1997 Ecuador Contemporáneo  (Palacio de Linares - Madrid - España)
- 1997 El Arranque  (Galería Madeleine Hollaender - Guayaquil)
- 1997 Club Latinoamericano de Papeleros  (São Paulo - Brasil)
- 1997 Apéndice  (ZUÁKATA espacio - alternativo, Guayaquil)
- 1997 Intervenciones Urbanas  (Buenos Aires - Argentina)
- 1997 Arte de Papel  (Art Forvm - Quito)
- 1997 8/4  (Alianza Francesa - Guayaquil)  ZUÁKATA
- 1997 Ayampe 5 Cerros  (Ayampe - Ecuador)  ZUÁKATA
- 1996 Soledad Urbana  (Guayaquil)  ZUÁKATA
- 1996 XXIII Bienal de São Paulo  (Brasil)
- 1996 Invadumbre  (Guayaquil)  ZUÁKATA
- 1996 Salón de Selección de la Bienal de São Paulo  (Quito)
- 1996 Museo de los Amantes de Sumpa  (Sta. Elena - Ecuador)
- 1996 Punta Blanca 96, White End, Ecuador.
- 1995 Imágenes y Texturas   (Museo Banco Central  - Guayaquil)
- 1995 Punta Blanca 95, White End, Ecuador; Images and Textures, Museum Central bank, Guayaquil, Ecuador.
- 1994 Salón de Julio, Municipal Museum, Guayaquil, Ecuador;
- 1994 The daily thing of the Art, Municipal Museum, Guayaquil, Ecuador;
- 1994 Exposición Collection of Ceramics, Galerģa Madeleine Hollander, Guayaquil, Ecuador.
- 1993 Católica University Faculty of Arquitetura, Guayaquil, Ecuador.
- 1992 Exposición X. Blum and Hernan Zuniga, Galerģa X. Blum, Guayaquil, Ecuador;
- 1992 Exposición 500 To you, Buenos Aires, Argentina.
- 1991 Exposición Art of the 90 Room of Art L'ART, Quito, Ecuador.
- 1990 III Prė-Biennial de Pintura, River basin, Ecuador;
- 1990 Exposición 10 to you, 100 Editions, 100 Artists, Magazine DINERS, Quito, Ecuador.
- 1989 Week of Ecuador in France, Paris, France;
- 1989 First Saltacion of Proesa Art, House of the Culture, Quito, Ecuador;
- 1989 Museo Nahim Isaģas, Guayaquil, Ecuador;
- 1989 II FLAAC Latin American Festival of Art and Culture, Brasģlia, Brazil;
- 1989 Galerģa Cafė Marries of the Culture, Guayaquil, Ecuador;
- 1989 traveling exhibition Houston, Texas United States; Santiago, Chile; Buenos Aires, Argentina;
- 1988 Salón de Octubre, Guayaquil, Ecuador;
- 1988 Prė-Biennial, River basin, Ecuador;
- 1988 Museum of Contemporary Hispanic Arts MOCHA, New York, United States;
- 1988 Exhibit with Artefactoría, Guayaquil, Ecuador.
- 1988 House of Espa ˜ to, New York, United States.
- 1987 Salón de Julio, Museum of the Central bank, Guayaquil, Ecuador;
- 1987 Art in the Street, Guayaquil, Ecuador.
- 1986 Prė-Biennial Nacional de Pintura, Museum of Modern Art, River basin, Ecuador;
- 1986 Ecuadorian painters by Amnistģa the International, Ecuador.
- 1985 Painters of Ecuador, San Josė, Costa Rica;
- 1985 EncontrArte VII, Park of Chipipe, Salt Mines, Ecuador.
- 1984 Mariano Aguilera, Quito, Ecuador;
- 1984 First National Biennial of Drawing, Guayaquil, Ecuador;
- 1984 Format, Galerģa Monaschka, Guayaquil, Ecuador;
- 1984 Hotel the Gilded one, River basin, Ecuador;
- 1984 Continental hotel, Guayaquil, Ecuador.
- 1984 Galerģa Monaschka, Guayaquil, Ecuador;
- 1984 EncontrArte, Chipipe Park, Salt mines, Ecuador; EncontrArte V, Municipal Pal˛cio, Guayaquil, Ecuador; EncontrArte IV, House of the Culture, Quito, Ecuador.
- 1983 Nacional Vicente Rocafuerte, Guayaquil, Ecuador; Quito, Ecuador; River Basin, Ecuador;
- 1983 Hotel of Ville, Lille, France;
- 1983 Esquisse pour unites Installation, Gallery do Theatre in Herbe, Paris, France, with Carinna Lojgren Williams;
- 1983 EncontrArte III, Park the Ejido, Quito, Ecuador; EncontrArte III with Cultural Factory the Cockroach, Parks of Urdesa, Guayaquil, Ecuador.
- 1981 Forum of Halls, Paris, France.